# Vjatka
 Der er for få eller ingen kildehenvisninger i denne artikel, hvilket er et problem. Du kan hjælpe ved at angive troværdige kilder til de påstande, som fremføres i artiklen.

Vjatka (russisk: Вя́тка, tatarisk: Noqrat, Mari: Виче) er en biflod til Kama i det centrale Rusland. Vjatkafloden er 1.314 km lang og har et afvandingsareal på 129.000 km2. Vjatka er rig på fiskene brasen, skalle, suder, gedde, aborre, sandart med flere.
Vjatka fryser til i begyndelsen af november og forbliver isdækket til sidste halvdel af april.
Vjatka er sejlbar for skibe fra mundingen til byen Kirov, en strækning på 700 km. De vigtigste havne er: Kirov, Kotelnitsj, Sovetsk og Vjatskije Poljany.